# Burg Szigliget
Die Burg Szigliget ist die Ruine einer Höhenburg in Szigliget im Komitat Veszprém in Ungarn.

## Lage
Die Burg liegt am Ufer des Balaton und wurde auf einem 234 Meter hohen Berg vulkanischen Ursprungs errichtet. Sie befindet sich auf einer Halbinsel, die von zahllosen vulkanischen Hügeln umgeben ist. Die Halbinsel war zum Zeitpunkt des Baus eine Insel und nur mit dem Boot erreichbar. Im neunzehnten Jahrhundert wurde in Ungarn in Mitteltransdanubien eine wichtige Wasserregulierung durchgeführt, bei der der Balaton entwässert und infolgedessen die Insel Szigliget eine Halbinsel wurde.

## Geschichte
Nach dem Tatarensturm schenkte König Béla IV. der Abtei Pannonhalma eine Insel im Balaton, damit dort eine Burg errichtet werden sollte. Pater Flavus ließ daraufhin in den Jahren 1260–1262 eine steinerne Burg errichten, die dem König so gut gefiel, dass er sie gegen Güter in Neutra, Somogy und Zala eintauschte und der Familie Móriczhida aus der Sippe Pok anvertraute.